# Boutros Boutros-Ghali
Boutros Boutros-Ghali (àrab: بطرس بطرس غالي, Buṭrus Buṭrus Ḡālī) (el Caire, 14 de novembre de 1922 - 16 de febrer de 2016) fou un diplomàtic egipci i el sisè a ocupar el càrrec de secretari general de les Nacions Unides entre el gener de 1992 i el desembre de 1996.

## Biografia
Boutros-Ghali va nàixer en el si d'una família cristiana copta que ja tenia entre un dels seus integrants un ex primer ministre egipci (Boutros Ghali, 1846-1910).
Després de graduar-se a la Universitat del Caire el 1946, va obtenir un PhD en Dret internacional a la Universitat de París. Després, es va diplomar en relacions internacionals en l'Institut d'Estudis Polítics de París, l'any 1949. Aquell mateix any va ser nomenat professor de Dret Internacional i Relacions Internacionals a la Universitat del Caire, posició que ocuparia fins a 1977.
Entre altres càrrecs ocupats per Boutros-Ghali, s'han de citar la presidència del Centre d'Estudis Polítics i Estratègics el 1975, i la de la Societat Africana d'Estudis Polítics el 1980. Entre els anys 1954 i 1955, va obtenir una beca Fulbright per investigar a la Universitat de Colúmbia. El 1963, va ser director del Centre d'Investigació de l'Acadèmia Hague de Dret Internacional, mentre que entre el 1967 i el 1968 va ser professor visitant de la Facultat de Dret de la Sorbona.
Després d'ocupar el càrrec de ministre de Relacions Exteriors d'Egipte entre el 1977 i principis del 1991, va ser nomenat viceprimer ministre, posició que va exercir durant alguns mesos abans de partir cap a les Nacions Unides. Durant el període en què Boutros-Ghali va ocupar el càrrec de ministre de Relacions Exteriors, va tenir un paper clau en les negociacions de pau entre el llavors president egipci Anwar Sadat i el primer ministre israelià Menachem Begin.
Després d'ocupar el càrrec de secretari de les Nacions Unides a partir de 1992, la gestió de Boutros-Ghali roman embolicada en la controvèrsia. Va ser criticat durament després de la inacció de l'ONU durant el Genocidi de Ruanda de 1994, que es va cobrar 800.000 víctimes, alhora que no va aconseguir ajuntar suport internacional per a la intervenció en la guerra civil d'Angola. La reputació del secretari es va veure afectada per discussions sobre l'efectivitat de les Nacions Unides i el paper que jugaven els Estats Units a l'organisme. Per als seus detractors, Boutros-Ghali va simbolitzar la incapacitat de l'ONU per intervenir en les crisis humanitàries, mentre que els seus defensors sempre van sostenir que els EUA van ser els que no van deixar actuar a l'organisme internacional. Algunes organitzacions dels Estats Units van acusar Boutros-Ghali de voler imposar un govern mundial tirànic, dominat per les Nacions Unides.
El 1996, deu membres del Consell de Seguretat (liderats per Egipte, Guinea Bissau i Botswana) van presentar una resolució de suport per a un eventual segon mandat del diplomàtic egipci. No obstant això, l'esmentat mandat va ser vetat pels Estats Units. D'altra banda, el Regne Unit, Polònia, Corea del Sud i Itàlia tampoc no van presentar el seu suport a la resolució citada, si bé van votar a favor de la mateixa una vegada que va transcendir la intenció dels EUA de vetar-la. Boutros-Ghali no va ser el primer secretari general de l'ONU a ser vetat, encara que sí que va ser el primer a no romandre en el càrrec per a un segon període.
Boutros-Ghali va ser succeït en el càrrec per Kofi Annan, ja que en no poder mantenir-se en el càrrec per a un segon mandat, li va ser ofert a una altra persona provinent del seu continent, Àfrica.
Entre els anys 1997 i 2002, Boutros-Ghali va ser secretari general de la Francofonia, una organització de països de llengua francesa.